# Șofronea

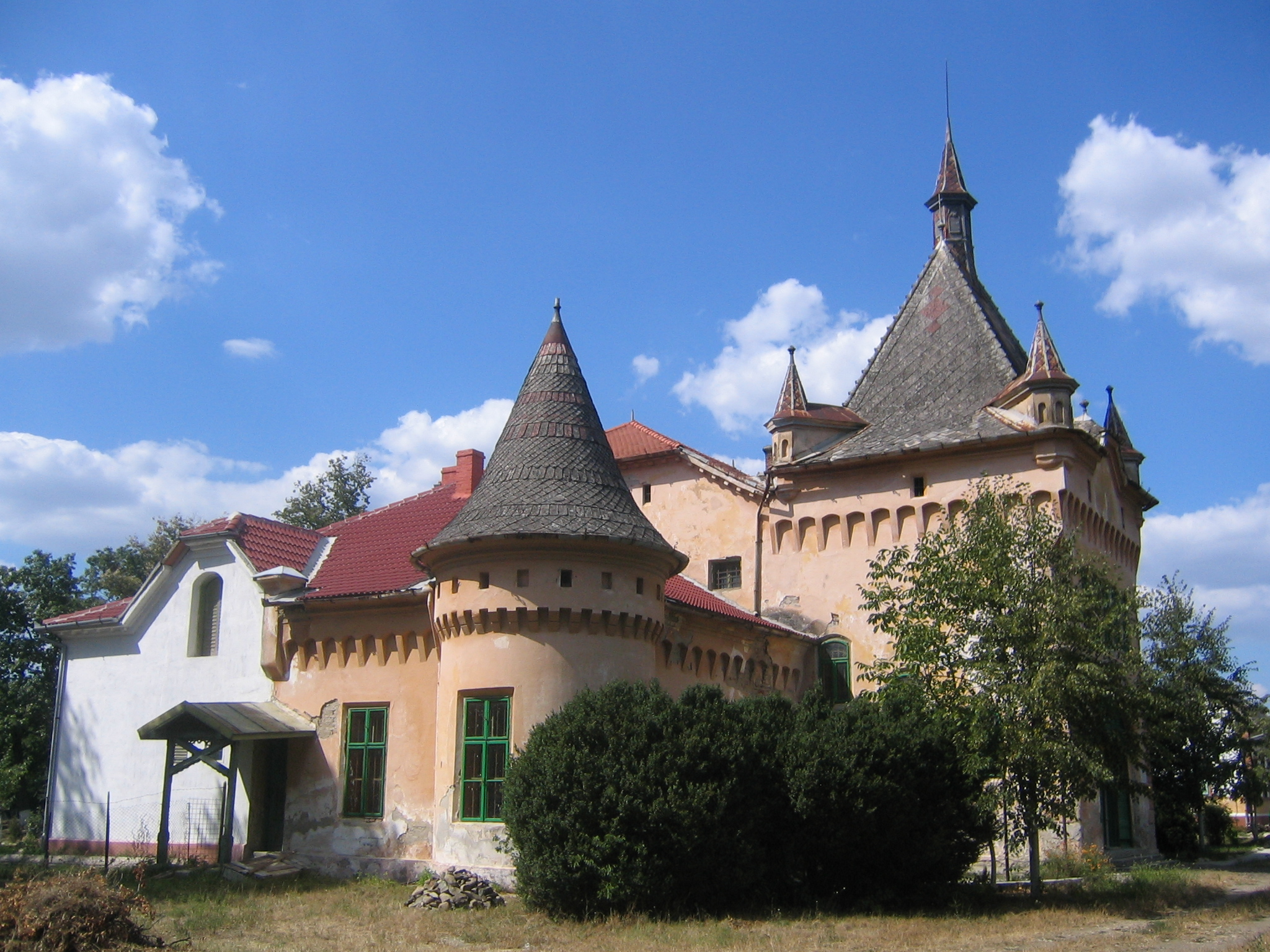
Kastell Purgly

Șofronea (deutsch Schofronia, ungarisch Sofronya) ist eine Gemeinde im Kreis Arad, im Kreischgebiet, im Westen Rumäniens. Zu der Gemeinde Șofronea gehört auch das Dorf Sânpaul.

## Geografische Lage
Șofronea liegt in der Arader Tiefebene, in 15 Kilometer Entfernung von der Kreishauptstadt Arad.

## Nachbarorte
| Dorobanți   | Curtici                                     | Sântana     |
| Variașu Mic | Kompassrose, die auf Nachbargemeinden zeigt | Zimandu Nou |
| Sânpaul     | Arad                                        | Zimandcuz   |

## Geschichte
Die erste urkundliche Erwähnung der Ortschaft Șofronea stammt aus dem Jahr 1437.
Nach dem Frieden von Karlowitz (1699) kam Arad und das Maroscher Land unter österreichische Herrschaft, während das Banat südlich der Marosch bis zum Frieden von Passarowitz (1718) unter Türkenherrschaft verblieb. Infolge des Österreichisch-Ungarischen Ausgleichs (1867) wurde das Arader Land, wie das gesamte Banat und Siebenbürgen, dem Königreich Ungarn innerhalb der Doppelmonarchie Österreich-Ungarn angegliedert.
Der Vertrag von Trianon am 4. Juni 1920 hatte die Grenzregulierung zur Folge, wodurch Șofronea  an das Königreich Rumänien fiel.
Nach der Machtübernahme der Kommunisten wurde László Purgly 1949 in das Arbeitslager Târgu Jiu deportiert. 1951 wurde er entlassen und kehrte nach Arad zurück. Das Kastell wurde Sitz der Landwirtschaftlichen Produktionsgenossenschaft. Nach 1989 erwarb Daniel Negrea das Anwesen. Er renovierte das Kastell und eröffnete ein Thermalbad. Die Heilquellen auf dem Gelände des Kastells sind vor allem gegen Rheuma geeignet. Das Kastell gehört heute zum nationalen Kulturgut des Landes.

## Bevölkerungsentwicklung
| 1880 | 341   | 39    | 289   | 12 | 1   |
| 1910 | 1.565 | 317   | 1.224 | 17 | 7   |
| 1930 | 1.922 | 549   | 1.354 | 8  | 11  |
| 1977 | 2.787 | 1.490 | 1.258 | 16 | 23  |
| 1992 | 2.551 | 1.476 | 1.055 | 12 | 8   |
| 2002 | 2.566 | 1.642 | 900   | 12 | 12  |
| 2021 | 2.887 | 2.123 | 535   | 7  | 222 |

## Sehenswürdigkeiten
- Das Kastell Purgly wurde nach einigen Historikern 1789 erbaut, obwohl es 1889 erstmals in den Zeitdokumenten erscheint. Der Baron János Purgly gestaltete das Kastell in seiner heutigen Form aus. Nach seinem Tod erbte sein Sohn László Purgly das Kastell und danach dessen Tochter Magdolna Purgly, die 1901 Miklos Horthy aus Arad ehelichte.[3]